# Морган, Салли
Салли Морган (англ. Sally Morgan, Baroness Morgan of Huyton; р. 28.06.1959) — британский лейбористский политик. Пэрство с 2001 года.
Окончила Даремский университет (бакалавр географии, 1980).
После получения постуниверситетского сертификата по обучению (PGCE) в лондонском Кингс-колледже (1981) на протяжении 1981—1985 годов работала учителем географии.
После она получила степень магистра обучения в лондонском Институте образования.
В начале 1980-х она принимала активное участие в студенческом движении, являлась членом Национальной организации лейбористских студентов, — студенческой организации при Лейбористской партии.
В 1986—1990 годах советник совета лондонского района Уондсуэрт.
С 1995 года одна из ближайших политических советников Тони Блэра. После выборов 1997 года работала в его политофисе на Даунинг-стрит, 10.
В 2000 году пять месяцев являлась государственным министром.
После вернулась на Даунинг-стрит, 10, где работала координатором канцелярии премьер-министра Тони Блэра.
«Она чрезвычайно талантливая личность, отменно рассудительна, хорошо известна как доверенное лицо премьера», — так охарактеризовала её пресс-служба, когда баронесса заняла пост координатора канцелярии премьер-министра.
Ушла в отставку после выборов 2005 года.
По некоторым утверждениям, входила в узкий круг лиц, повлиявших на принятие решения об участии Великобритании в войне с Ираком.
С 1 марта 2011 года глава Управления по стандартам в области образования, детских служб и навыков (en:Ofsted).
Является членом Консультативного совета Института образования Лондонского университета.
Замужем, двое детей.